# Исерт
Исерт (њем. Isert) општина је у њемачкој савезној држави Рајна-Палатинат. Једно је од 119 општинских средишта округа Алтенкирхен (Вестервалд). Према процјени из 2010. у општини је живјело 177 становника. Посједује регионалну шифру (AGS) 7132058.

## Географски и демографски подаци
Исерт се налази у савезној држави Рајна-Палатинат у округу Алтенкирхен (Вестервалд). Општина се налази на надморској висини од 294 метра. Површина општине износи 1,8 km². У самом мјесту је, према процјени из 2010. године, живјело 177 становника. Просјечна густина становништва износи 96 становника/km².